# محمد عثمان (بزق)

## لمحة
عازف بزق وعود سوري  من مدينة جرابلس شمال سورية

## حياته
أستاذ صف العود و البزق  في المعهد العالي للموسيقا في دمشق ، درس العود على يد الأستاذ عسكر علي أكبر والبزق في المعهد العالي للموسيقا في دمشق عام 1995م، ونال دبلوم دراسات عليا اختصاص (بزق وعود) سنة 2000م، شارك كعازف (صولو) على آلة البزق في الفرقة السيمفونية الوطنية بقيادة صلحي الوادي منذ العام 1996م حتى عام 2002م، كما شارك في عدة حفلات داخل سورية وخارجها في كل من (لبنان- الأردن- العراق- الكويت- تركيا- ألمانيا) ، وحاز المركز الأول في المسابقة العالمية للعود التي اقيمت في بيروت عام 2000م , ألف موسيقى تصويرية لمسلسلات ومسرحيات محلية عديدة، حصل على عدة جوائز ومنها : مهرجان القاهرة للموسيقى العربية - المركز الثاني (بزق -تقاسيم) عام 1998م - مسابقة منير بشير الأولى في الأردن - المركز الثالث (عود) عام 1999م - مسابقة (العود) الدولية بيروت - المركز الأول عام 2000م .
عمل مع المؤلف السوري نوري اسكندر كعازف صولو وعزف العديد من أعماله، كما عزف صولو مع المايسترو العالمي لورين مازيل في كل من (إيطاليا- فرنسا- إنكلترا- أمريكا - قطر...)
كانت بداياته الموسيقية في العزف على آلة العود، وذلك لعدم وجود قسم مختص بدراسة البزق في سورية وبعد حصوله على الثانوية العامة في جرابلس قرر الالتحاق بالمعهد العالي للموسيقى في دمشق لدراسة العزف على العود وبعد ذلك درس البزق، فأجاد العزف على آلتي العود والبزق في آن واحد، والمعروف بأنه يعود الفضل الكبير له في مساهمته إلى إدخال أختصاص دراسة البزق لأول مرة في المهعد العالي للموسيقى في دمشق .
و عزف فيها عثمان البزق لأول مرة بمرافقة الأوركسترا السورية الوطنية بقيادة المايسترو صلحي الوادي عام 1998م